# نينا فانا
نينا فانا (بالإنجليزية: Nina Vanna)‏ هي ممثلة بريطانية (وحملت سابقاً جنسية المملكة المتحدة لبريطانيا العظمى وأيرلندا)، ولدت في 27 سبتمبر 1899 في روسيا البيضاء، وتوفيت في 8 نوفمبر 1953.

## وصلات خارجية
- نينا فانا على موقع IMDb (الإنجليزية)
- نينا فانا على موقع قاعدة بيانات الفيلم (الإنجليزية)